# Lost Boy
Lost Boy è un singolo della cantautrice canadese Ruth B, pubblicato il 12 febbraio 2015 come primo estratto dal primo EP The Intro e come primo estratto dal primo album in studio Safe Heaven.

## Promozione
Nel novembre 2014 Ruth B ha postato un video sulla piattaforma Vine in cui cantava un testo da lei composto in quel periodo. La clip ha ricevuto grande popolarità e ha spinto la cantante a crearci sopra una canzone, ovvero Lost Boy, che è stata poi pubblicata su iTunes il 12 febbraio 2015. Grazie al successo della canzone, Ruth B ha poi ottenuto un contratto con la Columbia Records.

## Video musicale
Il video musicale è stato reso disponibile su YouTube il 9 maggio 2016.

## Tracce
Testi e musiche di Ruth Berhe.
1. Lost Boy – 4:36

## Successo commerciale
Negli Stati Uniti il singolo ha raggiunto la 24ª posizione della Billboard Hot 100 nella classifica del 2 luglio 2016, grazie a 58 000 copie digitali e 42 milioni di audience radiofonica.

## Classifiche

### Classifiche settimanali
| Classifica (2015-16) | Posizione massima |
| -------------------- | ----------------- |
| Canada               | 14                |
| Danimarca            | 14                |
| Irlanda              | 89                |
| Paesi Bassi          | 41                |
| Regno Unito          | 97                |
| Stati Uniti          | 24                |
| Svezia               | 19                |

### Classifiche di fine anno
| Classifica (2016) | Posizione |
| ----------------- | --------- |
| Canada            | 46        |
| Danimarca         | 57        |
| Paesi Bassi       | 95        |
| Stati Uniti       | 76        |
| Svezia            | 48        |